# Peter Schönfelder
Peter Schönfelder (* 29. April 1940 in Breslau; † 7. Juli 2020 in Pentling bei Regensburg) war ein deutscher Botaniker und Pflanzengeograph; er war Professor für Geobotanik an der Universität Regensburg. Eines seiner Spezialgebiete war die Kartierung der Flora von Bayern und Deutschland. Außerhalb der wissenschaftlichen Fachwelt wurde er vor allem durch seine Werke zur Flora des Mittelmeerraumes und der Kanaren bekannt. Er galt als einer der wenigen deutschsprachigen Experten der altweltlichen Mittelmeerflora. Sein botanisches Autorenkürzel lautet „P.Schönfelder“. Er war Ehrenmitglied der Bayerischen Botanischen Gesellschaft und der Regensburgischen Botanischen Gesellschaft
Peter Schönfelder hat zusammen mit seiner Frau, der Apothekerin Ingrid Schönfelder (1943–2023) auch zahlreiche Pflanzenführer verfasst. Zusammen mit Dankwart Ludwig beschrieb er als Erster die kanarische Knäuelgras-Art Dactylis metlesicsii P.Schönfelder & D.Ludwig.

## Schriften (Auswahl)
- mit Ingrid Schönfelder: Kosmos-Atlas Mittelmeer- und Kanarenflora. Über 1600 Pflanzenarten. Franckh-Kosmos, 3. Aufl. Stuttgart 2011, ISBN 3-440-12571-8.
- mit Ingrid Schönfelder: Die Kosmos-Mittelmeerflora. Franckh, Stuttgart 1984, ISBN 3-440-05300-8.
- mit Ingrid Schönfelder: Der Kosmos-Heilpflanzenführer. Europäische Heil- und Giftpflanzen (= Kosmos Naturführer). 1980; 2. Auflage. Stuttgart 1982; 6. Auflage ebenda 1995.
- mi Ingrid Schönfelder: Das neue Handbuch der Heilpflanzen. Kosmos, Stuttgart 2004, ISBN 3-440-09387-5.
- mit Ingrid Schönfelder: Die neue Kosmos-Mittelmeerflora. Franckh-Kosmos, Stuttgart 2008, ISBN 978-3-440-10742-3.
- mit Ingrid Schönfelder: Die Kosmos-Kanarenflora. Franckh-Kosmos, 3. Aufl. Stuttgart 2012, ISBN 978-3-440-12607-3.
- mit Ralf Jahn: Exkursionsflora für Kreta. Eugen Ulmer, Stuttgart 1995, ISBN 3-8001-3478-0.
- als Hrsg. mit Henning Haeupler: Atlas der Farn- und Blütenpflanzen der Bundesrepublik Deutschland. Eugen Ulmer, Stuttgart, 1988, ISBN 3-8001-3434-9.
- mit Andreas Bresinsky u. a.: Verbreitungsatlas der Farn- und Blütenpflanzen Bayerns. Eugen Ulmer, Stuttgart 1990, ISBN 3-8001-3455-1.